# Adorant vom Geißenklösterle
Der Adorant vom Geißenklösterle ist eine 35.000 bis 40.000 Jahre alte Elfenbeinplakette mit dem Abbild eines menschlichen Wesens bzw. Mischwesens aus dem Geißenklösterle, einer Höhle im Achtal bei Blaubeuren.

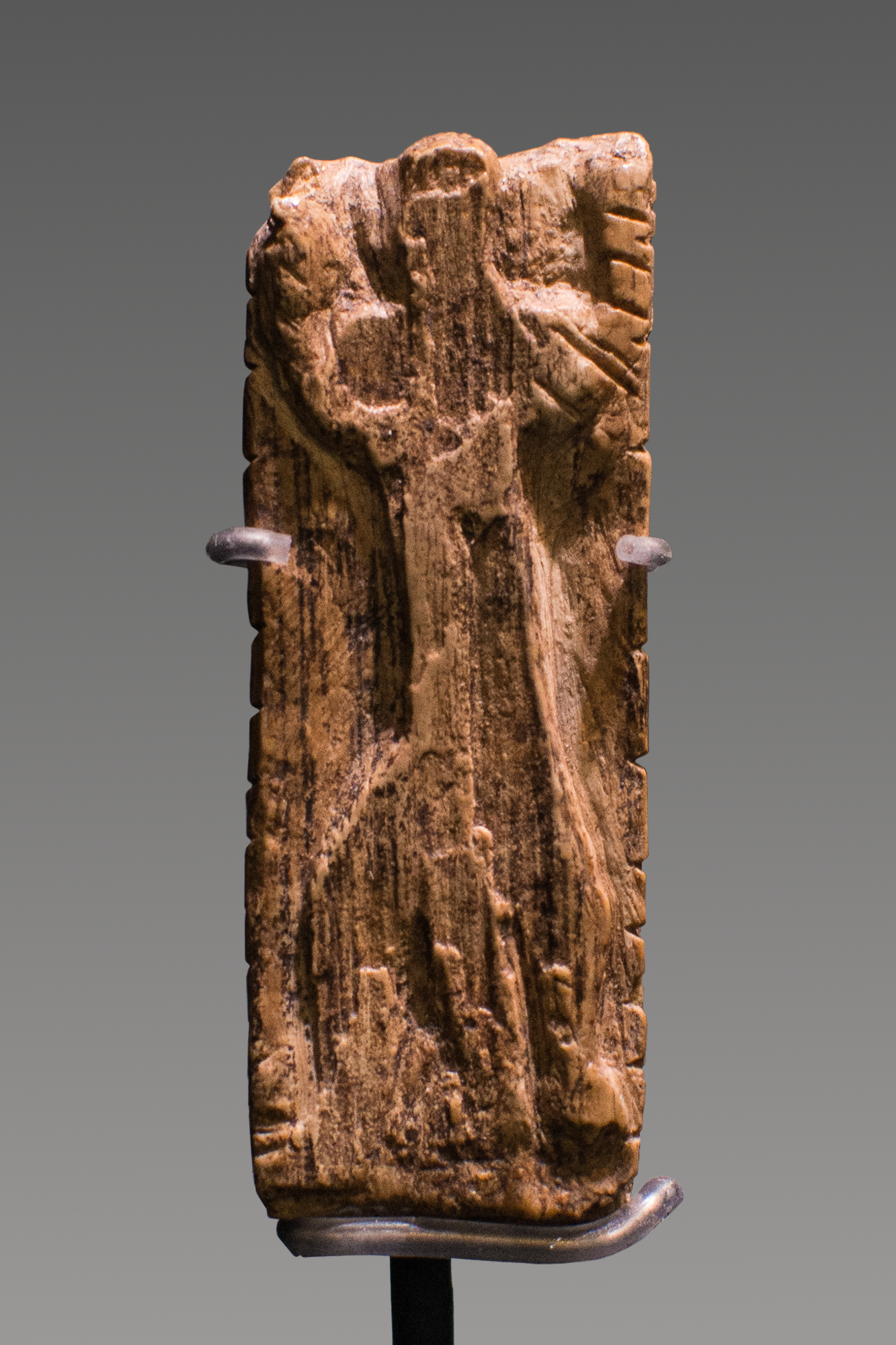
Der Adorant vom Geißenklösterle, Mammutelfenbein, Landesmuseum Württemberg (Stuttgart)

Das Plättchen zeigt im Halbrelief eine Figur mit erhobenen Armen und gespreizten Beinen. Zwischen den Beinen ist ein länglicher, leicht geschwungener Fortsatz herausgearbeitet, bei dem es sich um einen Schurz, Schwanz oder Phallus handeln könnte. Andere Interpretationen sehen in dem Fortsatz einen Säugling im Moment der Geburt und deuten in diesem Zusammenhang die 10 rückwärtigen Markierungen mit gleichmäßigen Abständen als die Mondmonate eines Schwangerschaftskalenders. Dass es sich bei der Gesamtdarstellung um die Draufsicht auf ein Tier im Sprung handeln könnte, hielt Joachim Hahn für so außergewöhnlich, dass er diese Möglichkeit ausschloss. Die Vorderseite des Halbreliefs ist durch Tropfwasser stark beschädigt bzw. abgeplatzt, nur an den Unterarmen und -schenkeln sind die ursprünglichen Oberflächen mit Bearbeitungsspuren erhalten. Die Füße wirken massig und anatomisch nicht korrekt, Hände sind nicht zu erkennen. Auf den Längs- und Querseiten und auf der Rückseite sind geometrische Gravierungen (Kerbreihen) angebracht. Die Haltung des dargestellten Wesens wird oftmals als Anbetung interpretiert – daher die Bezeichnung „Adorant“.
Das Elfenbeinplättchen wurde 1979 im archäologischen Horizont AH IIb ausgegraben. Es ist 38 mm hoch, 14,1 mm breit und 4,5 mm dick. Die geringe Krümmung lässt darauf schließen, dass das Artefakt aus einem der äußeren Dentinkegel eines Mammut-Stoßzahns mit 80 bis 100 mm Durchmesser gefertigt wurde. Das hautfarbene, nachgedunkelte Elfenbein weist Spuren von Mangan und Rötel auf. Das Kunstwerk befindet sich im Landesmuseum Württemberg in Stuttgart.

## Einzelbelege
1. ↑  Ewa Dutkiewicz: Zeichen – Markierungen, Muster und Symbole im Schwäbischen Aurignacien, Tübinger Monographien zur Urgeschichte, Kerns Verlag, Tübingen, 2022, S. 236–238.
2. ↑  Joachim Hahn: Die Geißenklösterle-Höhle im Achtal bei Blaubeuren I: Fundhorizontbildung u. Besiedlung im Mittelpaläolithikum u. im Aurignacien, Hrsg.: Landesdenkmalamt Baden-Württemberg, Konrad Theiss Verlag, Stuttgart, 1988, S. 224.
3. ↑  Müller-Beck, H. and Albrecht, G. (Ed.), 1987: Die Anfänge der Kunst vor 30000 Jahren Theiss: Stuttgart. S. 75; Abb. S. 32.
4. ↑  Joachim Hahn, 1980: Eine aurignacienzeitliche Menschendarstellung aus dem Geißenklösterle bei Blaubeuren, Alb-Donau-Kreis. In: Denkmalpflege in Baden-Württemberg – Nachrichtenblatt der Landesdenkmalpflege,9 (2), S. 58.
5. ↑  Ewa Dutkiewicz: Zeichen – Markierungen, Muster und Symbole im Schwäbischen Aurignacien, Tübinger Monographien zur Urgeschichte, Kerns Verlag, Tübingen, 2022, S. 236.
6. ↑  Joachim Hahn: Die Geißenklösterle-Höhle im Achtal bei Blaubeuren I: Fundhorizontbildung u. Besiedlung im Mittelpaläolithikum u. im Aurignacien, Hrsg.: Landesdenkmalamt Baden-Württemberg, Konrad Theiss Verlag, Stuttgart, 1988, S. 224.
7. ↑  Joachim Hahn, 1980: Eine aurignacienzeitliche Menschendarstellung aus dem Geißenklösterle bei Blaubeuren, Alb-Donau-Kreis. In: Denkmalpflege in Baden-Württemberg – Nachrichtenblatt der Landesdenkmalpflege, 9 (2), S. 56–58.
8. ↑  In: Denkmalpflege in Baden-Württemberg – Nachrichtenblatt der Landesdenkmalpflege, Bd. 9 (2), S. 56–58 Artikel online